# Samiha Khalil
Pour les articles homonymes, voir Khalil.
Samiha Khalil (سميحة خليل), appelée également Um Khalil, née en 1923 dans le village d'Anabta près de Tulkarem et morte le 26 février 1999 à Ramallah, est une femme politique palestinienne.

## Biographie
En 1940, elle arrête ses études pour se marier avec le professeur Salameh Khalil. Ils s'installent à Majdal (Ashkelon, aujourd'hui en Israël), mais le couple se réfugie à Gaza huit ans plus tard avec la création de l'État d'Israël.
En 1952, elle s'installe avec son mari à Elbireh. Aucun de ses cinq enfants n'est autorisé à revenir en Palestine. Convaincu que l'éducation est importante, elle revient aux études en 1964 et obtient son baccalauréat mais ne réussit pas à suivre ses études à l'université de Beyrouth et devint institutrice.
Samiha adhère au nationalisme palestinien ainsi qu'au mouvement féministe très tôt en s'opposant à la déclaration Balfour, qui concerne l'établissement d'un foyer national juif en Palestine, et à l'occupation britannique de la Palestine à l'âge de 13 ans lors d'une manifestation internationale féminine en 1936.
En 1965, elle devient membre du Conseil national palestinien et y reste jusqu'à sa mort.
Durant la même année, elle crée dans son garage l'institution Ina’ash El-Usra qui procure des opportunités de formation et d'emploi pour des femmes désavantagées. Après 1967, le but de l'organisation devient de rendre les femmes indépendantes du secteur économique israélien. Dans les années 1980, elle se lie avec le Front démocratique pour la libération de la Palestine, ainsi que deux de ses fils, et elle est détenue 6 fois par l'armée israélienne pour « incitation à la violence ». Elle est ensuite assignée à résidence par les Israéliens pendant 2 ans et demi. Elle devient également membre, la seule femme, d’un comité dirigeant clandestin, comité secret de 5 à 10 personnes, en Cisjordanie avant le retour de l'OLP en Cisjordanie, après les accords d'Oslo. Elle n'a été autorisée à quitter la Palestine qu'une seule fois.
Elle s'oppose aux Accords d'Oslo signés à Washington le 13 septembre 1993 mais déclare soutenir la décision du Conseil national palestinien, en novembre 1988 à Alger, de reconnaitre Israël et de créer un État palestinien dans les frontières de 1967.
En tant qu'indépendante et non pas en tant que représentante du FDLP, elle se présente à l'élection présidentielle palestinienne de 1996. Elle constitue la seule alternative à Yasser Arafat au cours de ce scrutin et récolte 11,5 % des voix. Elle a axé sa campagne sur les droits des femmes. Elle devient alors la première femme à se présenter aux élections présidentielles dans le monde arabe.